# André Joseph Boussart
André Joseph Boussart (Binche, 13 november 1758 - Bagnères-de-Bigorre (Hautes-Pyrénées), 11 augustus 1813) was generaal in het leger van Napoleon.

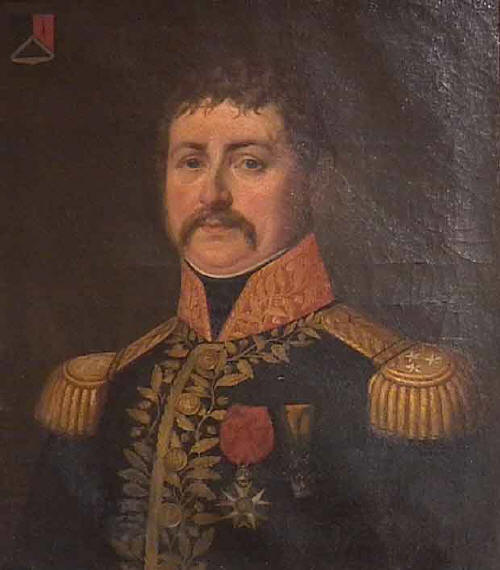
Generaal André Boussart.

## Levensloop
Op jonge leeftijd werd Boussart, die uit een familie van militairen stamde, soldaat in het Oostenrijks regiment van Vierset. In 1789 was hij onderofficier bij de cavalerie toen de Zuidelijke Nederlanden in opstand kwamen. Hij voegde zich bij de opstandelingen en voerde tot in 1791 als kapitein een compagnie aan van militairen verknocht aan de Belgische Verenigde Staten. Om aan de Oostenrijkse repressie te ontsnappen, vluchtte hij naar Frankrijk.

## Tijdens de revolutiejaren
Hij trad toe tot het leger van de Franse Revolutie en werd in juli 1792 luitenant in het regiment van de dragonders van Henegouwen. In 1793 was hij al luitenant-kolonel en ging het gevecht aan tegen een Oostenrijkse overmacht, die hem tot terugtocht dwong.
Hij trok vervolgens naar het Franse leger in Italië waar hij de Piëmontese cavalerie bevocht en zwaar gekwetst werd. Hij behaalde ook succes tijdens de slag bij Castiglione.
Opgemerkt door Bonaparte, werd hij brigadecommandant. Hij trok mee met het leger dat de campagne in Egypte ondernam en liet er zich verder gunstig kennen tijdens verschillende gevechten en campagnes.
Na hersteld te zijn van kwetsuren werd hij in het Jaar IX (1800-1801) bevorderd tot brigade-generaal en hij was het die de capitulatie van het Franse leger in Egypte ondertekende.
Terug in Frankrijk werd hij ingedeeld bij de legers aan de kust en voerde het bevel van de militaire divisie van Bordeaux. In 1804 werd hij lid en commandeur van de Legioen van Eer.
Hij voerde vervolgens de dragonders aan in het kamp van Compiègne en vervulde een burgerlijke rol als lid van het kiescollege in het departement van Jemappes, zijn geboortestreek.

## Eerste Franse Keizerrijk
In 1806 werd hij opgemerkt tijdens de Slag bij Jena en bij die van Lübeck. Na nog een paar andere veldslagen, werd hij op 26 december 1806 zwaar gekwetst tijdens de slag bij Pułtusk.
Hoewel nogal verzwakt, verhuisde hij, na de Vrede van Tilsit, naar Spanje en nam aan heel wat militaire operaties deel. Hij werd tegen die tijd in de empireadel opgenomen als baron (open brieven van 10 februari 1809).
In 1810 sloeg hij op korte tijd een menigte opstandige boeren op de vlucht in Catalonië.
Tijdens het Beleg van Lerida trok hij ten strijde tegen een Spaans ontzettingsleger dat hij op de vlucht dreef. Zijn briljante manoeuvres werden alom geprezen.
Kort daarop versloeg hij de opstandelingen onder de leiding van generaal Bassecourt.
Hij onderscheidde zich verder tijdens de Slag bij Sagonte op 25 augustus 1811, bij Belara en tijdens het Beleg van Valencia.
Tijdens verdere gevechten, onder meer bij Torrente, was hij minder succesvol en verloor tegen de overmacht van Spaanse eskadrons. Hij kwam zwaar gehavend uit de strijd.
Op 16 maart 1812 werd hij bevorderd tot divisiegeneraal. Hij trok zich terug in Bagnères-de-Bigorre met de bedoeling er opnieuw op krachten te komen, maar hij overleed er aan de gevolgen van zijn talrijke verwondingen.